# 9×23mm Largo

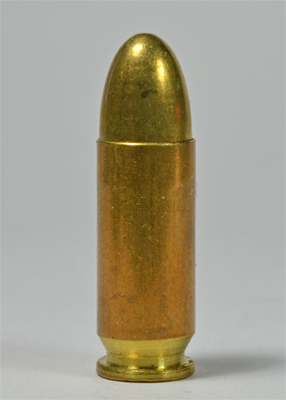
9x23mm Largo.jpg

O cartucho de pistola de fogo central 9×23mm Largo (9mm Largo, 9mm Bergmann–Bayard, 9mm Bayard Long) foi desenvolvido em 1901 para a pistola Bergmann Mars.

## Descrição e história
O cartucho era considerado poderoso para a época, produzindo uma energia inicial entre 450 e 580 J dependendo da carga. Uma série de pequenas alterações na Mars e no cartucho foram feitas e a pistola resultante foi chamada de "Bergmann–Bayard 1903".
Esta pistola foi adotada pelo exército espanhol em 1905 como "Pistola Bergmann de 9 mm. modelo 1903". Incapaz de encontrar um fabricante alemão para concluir o pedido espanhol de 3.000 pistolas, Theodor Bergmann recorreu a um fabricante belga, Anciens Etablissements Pieper (que usava a marca "Bayard"), para concluir o pedido. A pistola final, modificada pela AEP, ficou conhecida como "Bergmann Bayard 1908", ou na Espanha como "Pistola Bergmann de 9 mm. modelo 1908". Embora adotada em 1908, as primeiras entregas só ocorreram dois anos depois. Enquanto isso, outros fabricantes, como o Campo-Giro, adotaram o cartucho 9mm Bergmann-Bayard e, devido à sua longa história de uso em submetralhadoras, carabinas e pistolas espanholas, hoje é mais conhecida como "9mm Largo".
Ao mesmo tempo, a pistola semiautomática Bergmann-Bayard modelo 1910 foi adotada pelos militares dinamarqueses e permaneceu em produção até 1935.

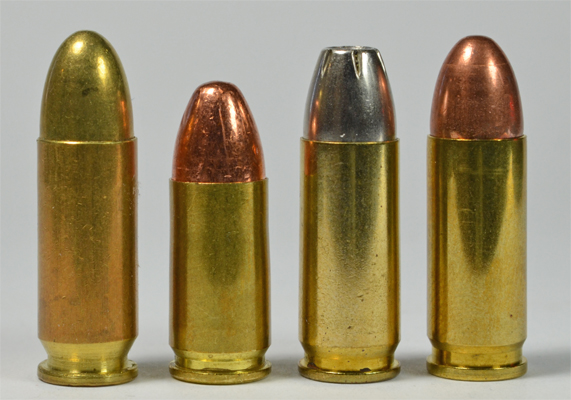
Da esquerda para a direita: 9×23mm Largo, 9×19mm Parabellum, 9×23mm Winchester e 9×23mm Steyr

O cartucho apresenta headspace na boca do estojo. Com projéteis encamisados de 8,1 g, a energia da boca é de 455,5 J, ligeiramente inferior ao de um 9×19mm Luger de pressão padrão. Comparado com a 9×19mm Luger +P, o desempenho também é menor, mas com pressão mais baixa no 9×23mm Largo. Embora as dimensões externas sejam quase idênticas, o 9×23mm Largo é um cartucho muito diferente do moderno 9×23mm Winchester de alto desempenho. Disparar o cartucho 9×23mm Winchester de parede mais espessa em uma pistola 9×23mm Largo é perigoso, já que as antigas pistolas 9mm Largo não conseguem lidar com a pressão gerada pelo 9×23mm Winchester. O desempenho é semelhante ao 9×23mm Steyr contemporâneo, mas os cartuchos foram desenvolvidos de forma independente e suas dimensões são diferentes o suficiente para torná-los não intercambiáveis.

## Armas de fogo de 9mm Largo
Anciens Establissements Pieper (AEP)
- Bergmann Mars (1901)
- Pistola Bergmann–Bayard de 9mm modelo 1903
- Pistola Bergmann–Bayard de 9mm modelo 1908
- Bergmann–Bayard M1910
- Bergmann–Bayard M1910/21

Berthodl Geipel’s Erfurter Maschinenfabrik
- Submetralhadora VMP(Vollmer) EMP/MPE Erma, cópia de produção espanhola chamada m41/44.

Astra-Unceta y Cia SA
- Esperanza y Unceta Campo-Giro Modelo 1912, 1913, 1913–16
- Esperanza y Unceta Astra 400 (Modelo 1921), 1921–1926
- Unceta y Compania Astra 400 (Modelo 1921), 1926–1945 ou 1946
- Astra Modelo F (pistola de fogo seletivo) 1934–1935
- Astra A-80
- Astra Custom SPS (IPSC) 1996–?

Arrizabalaga
- Arrizabalaga  Sharp-Shooter
- Arrizabalaga  JO.LO.AR., 1924–?

CETME
- Submetralhadora A.D.S.A. Model 1953, 1953–?
- Submetralhadora CETME C2

Comissió d'Industries de Guerra (CIG)
- Pistola Isard[2]

Carabina Destroyer e carabinas semelhantes de 9mm Largo
- Ayra Duria et al.
- Jose Luis Maquibar
- Onena Carbine
- Ignacio Zubillaga

Fábrica de Armas, A Coruña
- Submetralhadora Modelo 1941/44 (cópia da Vollmer Erma em 9mm Largo) 1941 – meados dos anos 1950
- Cópia da Bergmann MP28 em 9mm Largo
- Astra 400 (Modelo 1921), 1938–meados dos anos 1940

Fontbernat
- Submetralhadora Labora Fontbernat M-1938

Llama
- Gabilondo Llama Modelo IV
- Gabilondo Llama Modelo V
- Gabilondo Llama Modelo VII
- Gabilondo Llama Modelo VIII
- Gabilondo Llama Modelo Extra

Parinco
- Submetralhadora Modelo 3R 1959–?

Republica Española
- Submetralhadora "Naranjero" (Bergmann MP28 modificada)
- Astra 400 (Modelo 1921) feitas na RE (Republica Española), 1936–1939
- Pistola F. Ascaso 1937–1939

Star Bonifacio Echeverria
- Bonifacio Echeverria Star Modelo Militar 1920, 1920–1921
- Bonifacio Echeverria Star Modelo Militar 1921, somente 1921
- Bonifacio Echeverria Star Modelo Militar 1922, 1922–1931
- Bonifacio Echeverria Star Modelo A (primeiras com alça traseira plana), 1924–1931
- Bonifacio Echeverria Star Modelo A (posteriores com alça traseira estilo Colt 1911), 1931–1983
- Bonifacio Echeverria Star Modelo M (um pouco maior que A), 1931–1983
- Bonifacio Echeverria Star Modelo MD (M com fogo seletivo), 1931–1983
- Bonifacio Echeverria Star Modelo Super-A (A com remoção rápida), 1946–1983
- Bonifacio Echeverria Star Modelo Super-M (M com remoção rápida), 1946–1983
- Bonifacio Echeverria Star Modelo AS (A com segurança de carregador, remoção rápida, indicador de câmara carregada), 1956–1983
- Bonifacio Echeverria Star Modelo MS (M com remoção rápida, indicador de câmara carregada), 1956–1983
- Submetralhadora Star Modelo Z-45
- Submetralhadora Star Modelo Z-62